# Paolo Bovi Campeggi
Paolo Bovi Campeggi (Bologna, 10 gennaio 1814 – Bologna, 28 settembre 1874) è stato un patriota italiano.

## Biografia
Frequentò la facoltà di Scienze matematiche, fisiche e naturali dell'Università di Bologna,dove si laureò in ingegneria. Nel 1832, venne arrestato per aver fatto propaganda filo-unitaria.
Nel 1848, prese parte ai Moti insurrezionali del 1848, prima entrando nel corpo di Livio Zambeccari e poi prendendo parte alla difesa di Vicenza con la batteria Bologna. Dopo la capitolazione della città agli austriaci, passò alla difesa di Roma col grado di tenente e fu posto a comando della batteria di sinistra di Porta San Pancrazio.
Il 27 giugno, perse la mano destra per una ferita durante l'offensiva francese. Per essersi distinto in battaglia, fu comunque promosso capitano e decorato con la medaglia d'oro al valor militare. Ottenne anche gli onori dal generale Vaillant per la strenua resistenza opposta.
Dopo la caduta della Repubblica Romana, emigrò con Garibaldi in Africa e di lì in America, rimanendo uno dei più fedeli compagni d'esilio del Generalissimo.
Nel 1851, tornò in Italia come ingegnere civile nelle saline in Sardegna.
Ma dal 1852, per ben due anni, fu ospite di Antonio Meucci a Staten Island, New York, insieme a Giuseppe Garibaldi.
Nel 1859 entrò a far parte, come ufficiale di Stato Maggiore, dei Cacciatori delle Alpi ed ottenne un elogio dal generale Enrico Cosenz per gli approvvigionamenti alle truppe.
Nel 1860, prese parte alla Spedizione dei Mille ed ebbe il grado di Commissario di guerra di 1ª classe e di poi funzioni d'Intendente generale dell'esercito di Sicilia. Il 12 giugno 1861 ottenne il cavalierato dell'Ordine militare d'Italia.
Nel 1866, prese parte alla invasione del Trentino compiuta dal Corpo Volontari Italiani di Giuseppe Garibaldi. Alla spedizione prese parte anche il figlio Giovanni, che morì l'anno dopo a Monterotondo.